# 格赖恩
格赖恩是奥地利上奥地利州佩尔格县的一个市镇。总面积18.4平方公里，总人口3022人，人口密度164.2人/平方公里（2011年）。

## 参见

格赖恩 - Grein
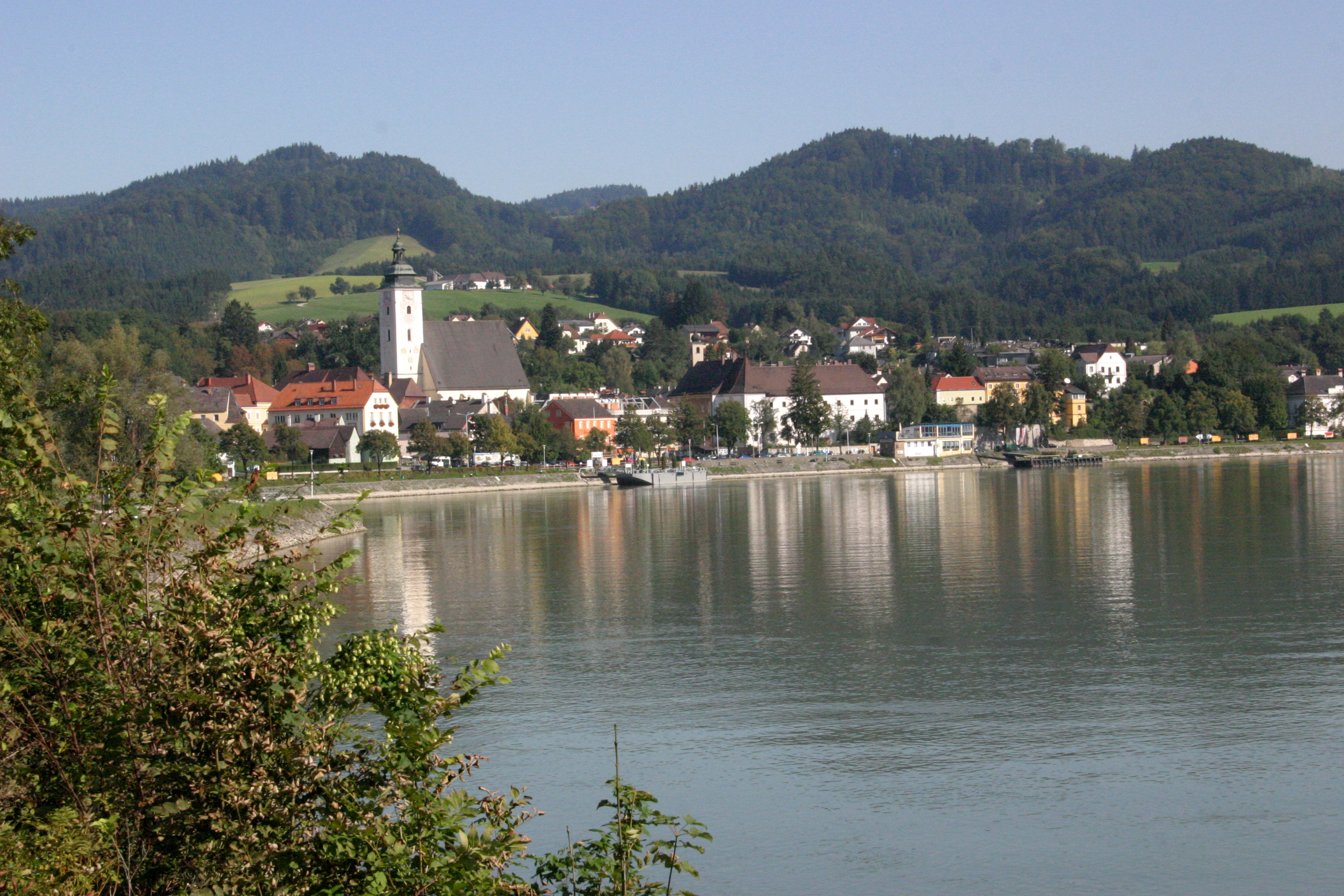
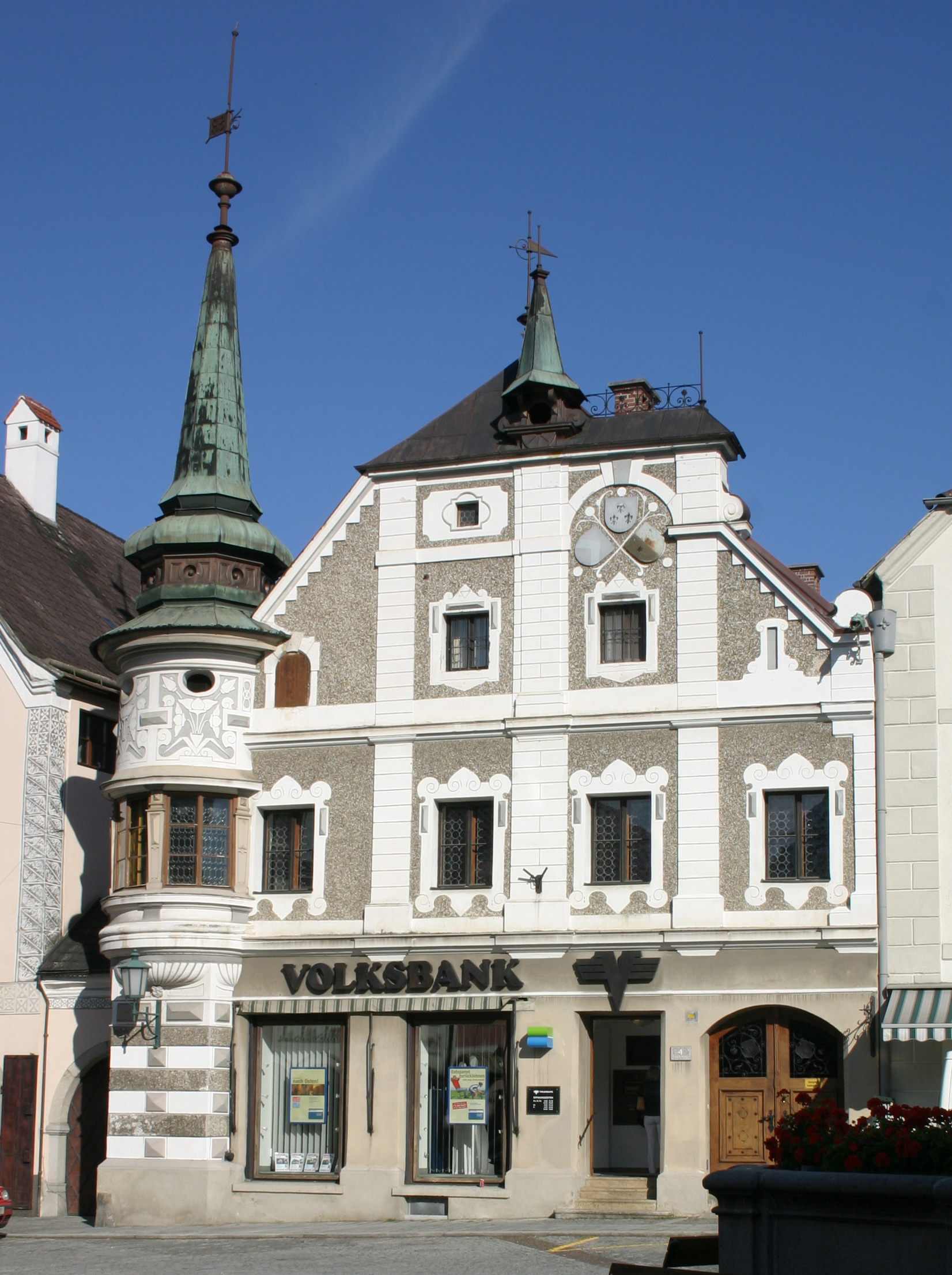
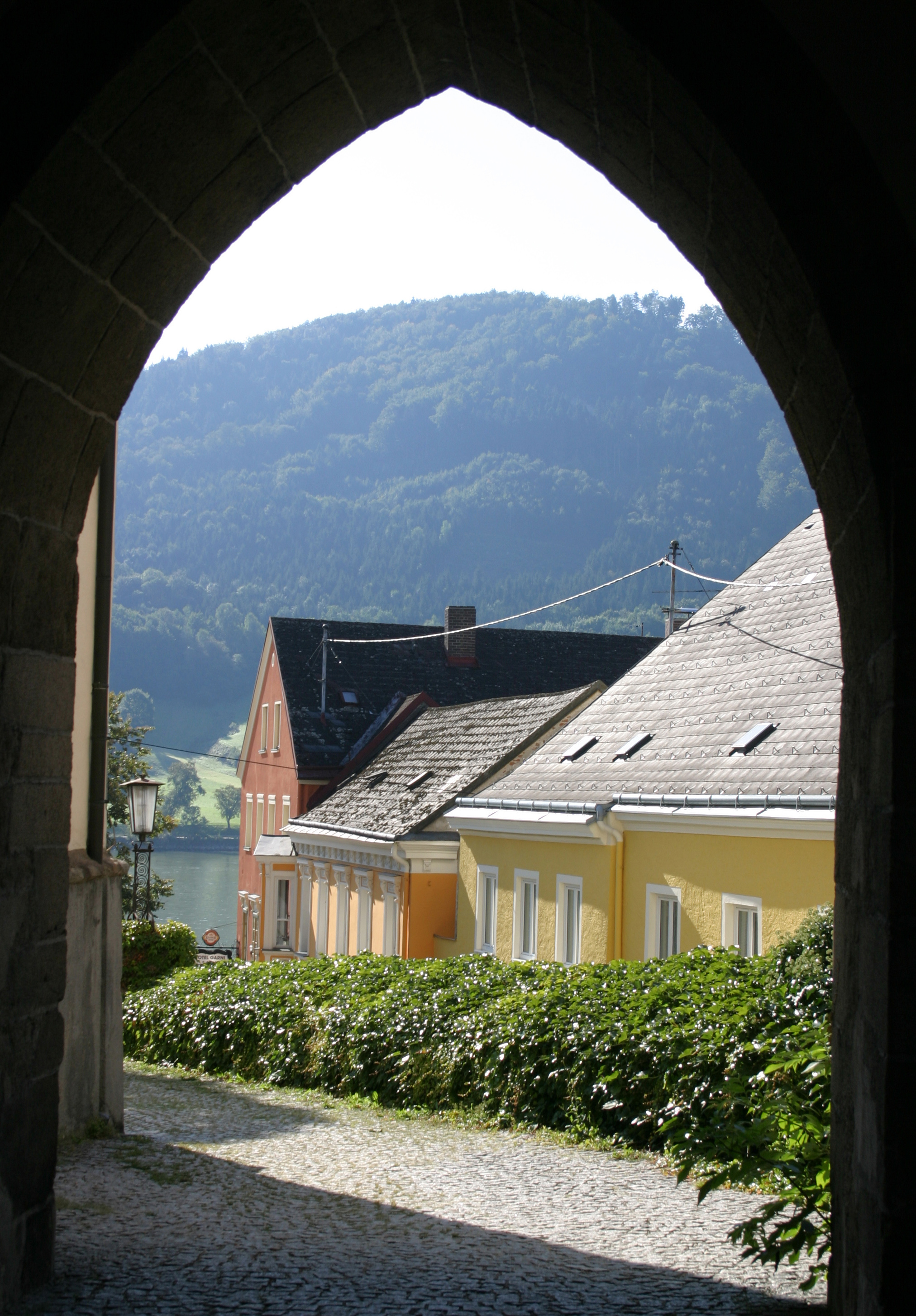
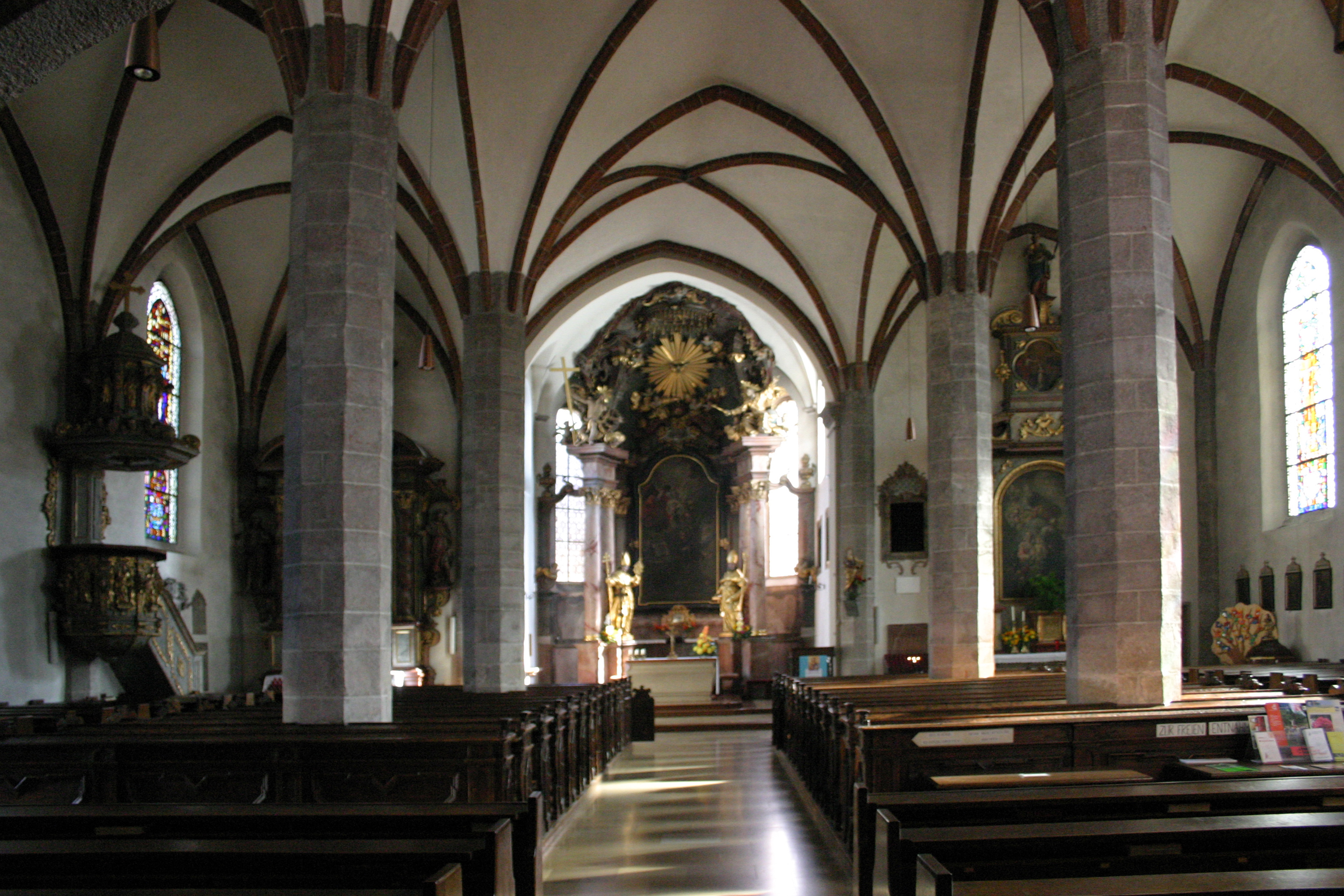
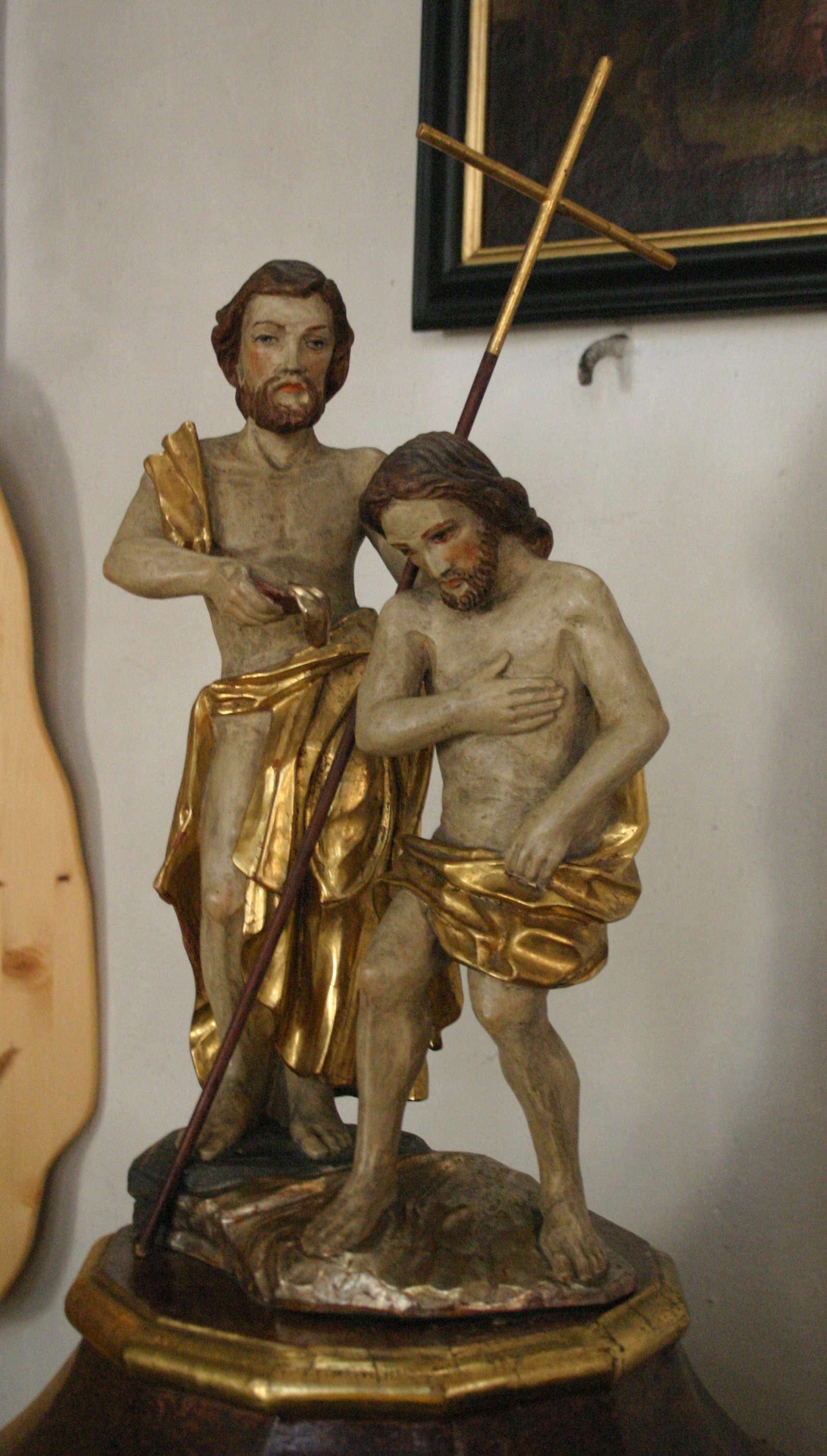
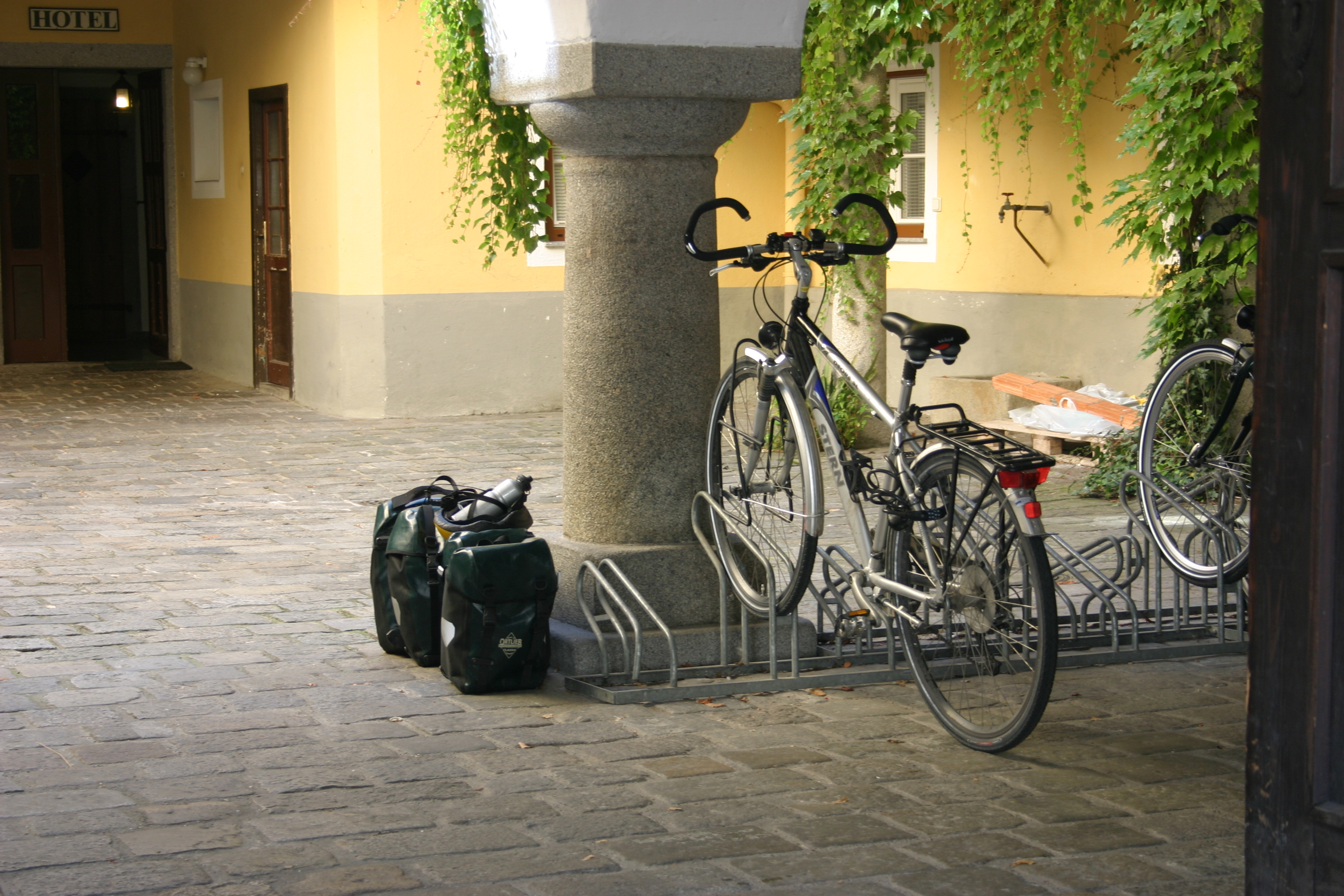